# Vichadero
Vichadero és un poble al nord de l'Uruguai.

## Geografia
Es troba a la zona del departament de Rivera, 132 km al sud-est de la capital del mateix departament, amb la qual està connectat mitjançant la ruta 27. La distància al poble més proper al sud-est de Melo és de 100 km. A pocs quilòmetres a l'oest de Vichadero és el rierol Caraguatá.
Vichadero té un aeroport propi.

## Població
La població és de 4.074 habitants, segons les dades del cens del 2004. El 1996 hi havia només 3.343 persones al poble.